# لیک ویو (کانزاس)
لیک ویو (به انگلیسی: Lake View) یک منطقهٔ مسکونی در ایالات متحده آمریکا است که در شهرستان داگلاس، کانزاس واقع شده‌است. لیک ویو ۲۵۲٫۰۷ متر بالاتر از سطح دریا واقع شده‌است.